# Octave Nadal
Pour les articles homonymes, voir Nadal.
Octave Nadal (Alès, 5 novembre 1904 - Auxerre, 5 septembre 1985) est un critique littéraire français.

## Biographie
Octave Nadal naît en 1904 à Alès, dans une famille de commerçants. Ayant une sœur et trois frères (Francis, cafetier ; Paul, peintre amateur ; André, enseignant de mathématiques et écrivain), il passe son enfance dans la cité des Antonins. Il est membre de la société félibréenne Nemausa. Élève du lycée de garçons, puis de la Faculté des lettres de Montpellier, il obtient l'agrégation[Quand ?] avant de soutenir en 1948 une thèse de doctorat.
Enseignant à la Sorbonne, il dirige de 1957 à 1961 la bibliothèque littéraire Jacques-Doucet.
Attiré par la création littéraire, il fait représenter Le Songe oublié (trois actes en vers) par la troupe Les Estrambords de Nîmes. Il écrit aussi à quatre mains, avec Marguerite Fleury, un roman « très racinien » intitulé Dans l'Orient désert,.
Également amateur de peinture, il devient à la fin de sa vie le mécène d'un artiste « dont l'épouse avait su le charmer ». Il meurt en 1985.

## Travaux
Sa thèse de doctorat, une « étude magistrale » qui « éclaire les circonstances et les conditions de création du théâtre » de cet auteur, porte sur le sentiment de l'amour chez Pierre Corneille. Sa thèse complémentaire étudie quant à elle le lexique cornélien.
Loué pour ses « beaux travaux valéryens » par Émile Henriot, il est critiqué par le même pour son « aberrante méthode » dans l'édition des œuvres de Paul Verlaine.
Il accède toutefois, in fine, à la reconnaissance d'un « large public lettré ». Il donne en 1964 un essai subjectif sur la poésie, À mesure haute. Il s'intéresse aussi à Francis Ponge et Paul Verlaine.

## Ouvrages
- Avec Marguerite Fleury, Dans l'Orient désert, Paris, Gallimard, 1931 (BNF 32111855).
- Le Sentiment de l'amour dans l'œuvre de Pierre Corneille, Paris, Gallimard, 1948 (BNF 39773641).
- Éd. de Gustave Fourment et Paul Valéry, Correspondance (1887-1933), Paris, Gallimard, 1957 (BNF 31521474).
- Éd. de Paul Valéry, La Jeune Parque, Paris, Le Club du meilleur livre, 1957 (BNF 31521046).
- Éd. de Paul Valéry (ill. Jean Cocteau), Poèmes inédits, Paris, Bibliophiles du palais, 1958 (BNF 41687038).
- Éd. avec Jacques Borel, Henry de Bouillane de Lacoste, Samuel Silvestre de Sacy de Paul Verlaine, Œuvres complètes, 2 t., Paris, Le Club du meilleur livre, 1959-1960 (BNF 33213916).
- Paul Verlaine, Paris, Mercure de France, 1961 (BNF 33112223).
- À mesure haute, Paris, Mercure de France, 1964 (BNF 33112222).